# 伊藤友作
伊藤 友作（いとう ともさく、1881年〈明治14年〉 - 1964年〈昭和39年〉）は日本の教育者で、学校法人昭和学院初代理事長。昭和女子商業学校を創立して 千葉県私学団体連合会副会長などを務めた。

## 来歴・人物
1881年（明治14年）に千葉県市原市で生まれ、公立中学校で教師と校長を務めたのちに60歳で昭和女子商業学校を市川市東菅野に創立し、1964年（昭和39年）に83歳で他界する。1994年（平成6年）に市川市名誉市民賞を受賞し、自宅は「昭和学院創立記念館」として国登録有形文化財（建造物）に登録されている。

## 主な親族
息子の伊藤一郎は2代目、配偶者の伊藤アヤは3代目、それぞれ昭和学院理事長を務める。